# ファイアーエムブレム 覇者の剣
『ファイアーエムブレム 覇者の剣』（ファイアーエムブレム はしゃのつるぎ）は、原作：井沢ひろし、漫画：山田孝太郎による日本の漫画作品。『ファイアーエムブレム 封印の剣』のアナザーストーリーとして『月刊少年ジャンプ』（集英社）に連載された。単行本は全11巻。
なお本記事で使われている、用語は一部地名以外全て『ファイアーエムブレム 封印の剣』に依存している。

## ストーリー
ベルン王国の各地への侵略により戦乱の時を迎えたエレブ大陸。リキア地方の山間部にある民家に父と一緒に住む少年アルは15歳の誕生日に、独立して世界を見たいと言って山を降りる決意をする。そんなアルに対して父は餞別として一振りの剣を彼に与えた。山を降りたアルは旅の途中、父から譲り受けた剣が1000年前の人竜戦役で使われた覇王軍の剣と知り、「炎の紋章」を探す決意をする。

## 登場キャラクター

### 覇者の剣オリジナル

#### 主要人物
アル（クラス：？？？→ドラゴンロード）
物語の主人公。15歳の誕生日に父マグゥから譲り受けた剣を手に世界を見るために旅に出る。正義感の強い性格で、「やってみなけりゃわからない」が口癖。山育ちゆえに瞬発力は常人を遥かに超える。
各地でのベルンの非道な行いを見て、打倒を心に誓う。物語の当初は、突飛な行動が目立ったが、ガントやティーナたちと行動を共にしていくうちに心身ともに成長していく。
物語の後半において、自分がかつて人竜戦役において竜族の長を倒した英雄・ハルトムートの実子にして、数多の竜の原点にして究極の力を秘めた竜・「始祖竜」の血を引いていることを知った。人間の血が流れている事もあってか、超長寿などの特性はない。だがその能力はかつて、ハルトムートによって『炎の紋章・ファイアーエムブレム』と『封印の剣』によって封印された。
その力故に、人竜戦役において始祖竜の力を研究していた闇の一族、「骸黒の民」に付け狙われることになる。赤子の頃ミリィザと共に捕われるが、マグゥの手引きにより脱出に成功。その時ミリィザが死亡したショックで、記憶を失っていた。
ナバタの古城でベルン国王ゼフィールと対峙した際に紋章に触れたことで、髪が伸びて大人びた風貌となり、数倍の力を発揮する覚醒（クラスチェンジ）状態となったが、その時は力に肉体が耐え切れず、戦闘後に意識を失い、死に瀕した。だが、ティーナの努力でナバタの隠れ里にて精神体となった大賢者アトスと問答を交わし、信じていなかった自分の正体を受け入れ復活を果たした。そして「人と竜とが共に手を取り合って生きていける世界を作る」という理想を持つようになり、竜の力をアトスの計らいで竜石に封印してもらい、竜の力を自在に操る術を身に付ける。
エトルリア戦の後、一度帰郷して自分の過去を知り、マグゥより新たに託された『覇者の剣』を手に、ロイと共に遂にゼフィールを打ち倒す。さらに動乱終結直後、攫われたティーナを助ける為にガント、キルマーと共に「骸黒の民」の首領アウダモーゼの元へ向かいこれを撃破。世界の脅威を未然に防いだ。その際、消滅するアウダモーゼの後を追うような形で姿を消した。
2年後に何事もなかったかのように帰還し、ティーナと電撃的に結ばれた。なお、発見された際にベルン戦役での活躍を認められ、「エルドリード子爵」という爵位を与えられている。
クラスは当初不明とされていたが最終的にはドラゴンロードになった。ファイアーエムブレム0においては、ドラゴンロードとなる前のクラスは村人とされている。
ガント（クラス：アーマーナイト→ジェネラル）
元リキア同盟タニア城護衛隊隊長のアーマナイト。亡き父のゴルドーもタニアの護衛隊長であった。
主家の姫で、幼馴染でもあるティーナに忠誠を誓っており、彼女からは「世界一の騎士」として絶大な信頼を寄せられている。真面目な性格の熱血漢だが、色事は苦手。
作中では重騎士さながらの身体を張った戦いぶりで、アルやティーナを始め仲間の数多くの窮地を救う。非常に頑強な肉体の持ち主であり、槍で生身の胸を突かれても戦い続けたり、炎上した破城槌を掴んで投げ飛ばすといった人間離れした膂力を発揮している。
タニア城陥落後、ベルンに囚われたティーナのことを思って敵軍に身を置いていたが、仕えていたアルタ城の領主リヒテンに騙されていた事を知り、反逆。アルにその身を救われ、以後は彼とともにベルン軍と戦い続けていく。
エトルリア王国アクレイア宮殿を制圧後、上級職であるジェネラルの称号を得て武器も槍から巨大なハルバードに変わった（原作には存在しない武器）。
「ベルン動乱」（以下「動乱」）後、タニアに戻り復興者の一人となる。その後、ラグナのセルディア姫と結婚。8人の子供を授かった。
ティーナ（クラス：プリンセス）
元リキア同盟タニア城の姫。回復の杖（ライブ）を使うことができる。登場時の年齢は16歳。
なかなかお転婆な性格で、初登場時はアルを敵兵と勘違いし、杖で殴っていた。しかし、貴族としての責任感と確固たる正義感を併せ持つ。
ベルンの侵攻により城を焼かれ、両親を喪い、グライゼル処刑場に囚われていたところをアルたちに助けられる。出会った頃はアルとは喧嘩してばかりであったが、旅を続けていくうちに徐々に心を通わせるようになり、ナバタでアルが倒れたときは、アルを助けるために背負って歩くなど、貴族とは思えない行動力を発揮する。
旅の中で修行を積み、神将器「至高の光・アーリアル」を使いこなす程の力量を身につけ、その魔力でアルやロイたちを大いに助けた。本作オリジナルキャラの中では一番早く衣装が変わり、変更回数も2回と多め。変更後はどちらも『聖戦の系譜』に登場するラケシスと似たような衣装になった。衣装変更後は剣も使うようになったが逆に杖を使う回数は減少していった。
動乱後、タニアに戻り領地の復興に専念。タニアはリキアでも有数の豊かな領土となる。その後、エルドリード子爵（＝アル）と結婚し、平和に向けて2人は各地で精力的な活動をしていく。
ちなみに、『烈火の剣』ではタニアの地名が登場する場面がある。
キルマー（クラス：剣士）
アルが西方三島の奴隷制の採掘所で出会った寡黙な凄腕剣士。元レジスタンスの一員。初登場時の年齢は18歳。
ベルンの戦闘竜アインによって村を襲撃され、恋人のアイリーンを喪った哀しみから剣を捨て、無気力となって過酷な労働を甘んじて強いられていたが、マンセルの娘リリィの危機を助けたことをきっかけに再び剣を握ることになる。戦争の虚しさを知っている人物で、エトルリアにおいて、兄であるジードを喪って（実際は死んでいなかったが）悲嘆にくれるジェミーに、「生きる」ことを強く説く場面もあった。
西方三島の一件の後は、アルやガントらと行動を共にし、ベルン軍、そして「骸黒の民」に対して戦った。
西方三島の総督府ではアルの剣を借り受けて二刀流によって戦闘竜アインを倒し、以後も二刀流を貫く。王都アクレイアではジェミーが指揮する魔道士7名を一瞬にして全滅させるなどの速技を見せた。
動乱の2年後、不治の病により短い人生を終え、アイリーンのもとへと旅立った。

#### リキア同盟軍の協力者
ウォーレン（クラス：ソシアルナイト）
リキア同盟タニア城の騎士。過去にティーナから「勇気と誠実」が自分にいつまでも共にあるようにと一振りの剣を賜っている。
タニア城落城後追手の目を欺くため、自分の部下達と共にグライゼル処刑場近くで山賊に偽装、潜伏していた。ガントとアルの熱意により、グライゼル処刑場に捕らわれたティーナを助けるのに一役買い、その後、ティーナの命令で仲間を集めるために一度別れる。
ベルンでの決戦の際には、タニア軍を率いて、エトルリア軍への援軍として駆けつける。
動乱後、騎士を続けながら「タニア馬」と呼ばれる名馬を育て、「駿馬の父」と呼ばれるようになった。
ダナン（クラス：傭兵）
元リキア同盟ウォード城の兵士。根は悪くないのだが、ここぞという時に勇気を出せない性格。
自分が仕えていた、ティーナの叔父であるランウォード公爵を裏切った大臣ヨーゼンによって起こった城内戦の時に、自分以外の公爵派の兵士を倒され、ヨーゼンから「公爵を渡せば命は助けてやる」と言われ、逆らって殺されることを恐れて公爵を明け渡し、反乱の首謀者である大臣側に引き取られる。その後、ウォード城の残党を誘き出してベルン本国へ連れて行く役目を課せられ、城へやって来たアルたちをオルスト城へ連れ込んだ。
圧倒的な兵力差にもかかわらず一歩も引かないアルたちの態度に心を突き動かされ、ヨーゼンに反逆して彼らと共に何とか城から脱走する。しかし、そのすぐ後に、ヨーゼンが城に連れて来たベルンの魔道士に公爵を殺されてしまう。アルによってその魔道士が倒された後、裏切った自分を許してくれた公爵との最後の約束のため、ウォード城再建を心に誓う。だが、たった一人では再建は難しかったようで、その後は彼らを追って、別れ際にガントから貰った槍を路銀の足しにベルンへ向かうも、圧倒的な力の前に腰が引けて飛び出せずにいた。しかし、同じような境遇にあったマンセルと共に吹っ切れて戦いに身を投じる。
動乱後、ウォード城の復興資金を得るため、意気投合したマンセルと共に店を開き、城の再興を果たした。
セルディア（クラス：ペガサスナイト）
元リキア同盟ラグナ領主ドバノンの娘。自ら兵を率いて出陣するなど、性格はかなりのお転婆。亡き母親がイリア出身の天馬騎士だったため、彼女も天馬騎士となった。
戦場で自分の危機を救ってくれたガントに一目惚れし、彼に強引なアタックを仕掛けるも、彼のティーナへの忠誠心の深さとその理由を知り、いずれ振り向かせることができるくらいに成長する、という野望を抱いて一旦は引き下がる。ベルンでの決戦の際には、タニア軍と共にエトルリア軍への応援に駆けつけた。
動乱後はガントと結ばれ、子宝に恵まれた。イリアとも親交を結び、ラグナの空にはいつも天馬が飛び交っていたという。わがままな昔の姿は影をひそめ、良き領主となったようだ。
クルザード（クラス：傭兵）
リキア地方で活動する傭兵で、ランスの親友。特定の領主には仕えず、リキアの大地そのものを守るため剣を振るう。
オスティアにおいて再結成されたリキア同盟に対し反乱軍を立ち上げて反乱を起こす。だがそれは、自分の領の利益しか考えていない領主同士を自分たちと戦うことで再び結束させ、同時にリキアに害をなす、親ベルン派になりうる可能性を持った領主に行動を起こさせ、それを自らの命と共に全滅させようとしていたためだった。アルが一計を案じたことで自身は一命を取り留め、目論見どおり親ベルン派の勢力は駆逐された。
彼への罰はリキア追放のみに留められたが、ベルンにおける決戦の際には、どこで情報を得たのか、ウォーレンの軍に参加してエトルリア軍への応援に駆けつけた。
動乱後も傭兵を続け、妻との間に双子の姉妹を授かる。
マンセル（クラス：傭兵）
西方三島のレジスタンスの一人。顔のモデルは本作の担当編集者とのことで、ひょろりとした冴えない男性。
キルマーを知らなかったことから、彼がレジスタンスに参加したのはそう昔ではないことが分かる。
船から転落し西方三島へ流れ着いたアルと共に鉱山に入れられるが、彼の勇気に突き動かされた多くの奴隷達と共に鉱山を制圧する。その後はエキドナやキルマーらと共にリキア同盟軍に加わった。
リリィという名の一人娘がおり、当然妻帯者だが、妻とは生き別れになっていたという。
動乱後は意気投合したダナンと共に店を開き、しばらくの後、妻と再会する。
作中では、ガントが転ぶ度によく下敷きになっていた。
バーンズ
西方三島のレジスタンスの一人。二つの斧を手に戦う屈強な髭面の男で、エキドナを姉御と呼び、彼女に従う。
カルス
ナバタの古城でギネヴィアの護衛を務めたエトルリアの若い剣騎士。彼女から信頼されている。ギネヴィアを逃がそうと追手に1人立ち向かうも、胸を貫かれて致命傷を追う。
その後、ベルンへと送られるギネヴィアにアルとセシリア共々、その身を案じられていたが救助された描写はなく、戦死したと思われる。

#### ベルン軍
ジード（クラス：ドラゴンナイト）
ベルン軍の竜騎士の一人で、ナーシェンの部下。自身が隊長である部隊「ジード飛竜隊」を駆る。
元は孤児で、妹のジェミーと2人暮らしだった。その頃から追剥のように人から食料を奪って飢えを凌ぐ貧しい生活をしており、ベルンに拾われて人を殺す術を叩き込まれ、竜騎士団の部隊長となった。
ラグナ城における戦闘でアルたちと初対決し、この時にティーナとも初めて出会う。この時点で、ガントの鎧を一撃で破壊するほどの戦闘力を有していた。続くオスティアにおけるクルザードの反乱にも関与していた。粗暴な悪人面で好戦的かつ残忍な性格ではあるが、さっぱりとした面倒見の良い人物でもあり、部下からは慕われていた。作中での評価が、前半と後半でがらりと変わる人物。
失敗続きの上司であるナーシェンから無理な命令ばかり押し付けられたため、ジュトーの戦いの後、ナバタの砂漠において自分の部隊を解散して軍を離脱。その際、アルを救うためにナバタの里へ向かっていたティーナのひたむきな姿に感心し、彼女たちを助ける。しかし、解散した部隊が「骸黒の民」の攻撃を受けて全滅した事を知り、その側に落ちていたペガサスの羽根を見てリキア同盟の仕業と誤解し逆上。復讐のため、再び戦場に舞い戻る（この時点ではベルン軍では戦死扱いとなっており、それが悲劇の連鎖を生んでしまった）。体勢建て直しのために一度ベルン本国へ帰還し、ジェミーがエトルリアに派遣されたと聞いて急行するが、敗北して重傷を負い這いつくばっていたナーシェンからジェミーの死を知らされ、その際の侮辱的な態度と今までの恨み辛みからナーシェンに止めを刺す。
ベルン決戦ではマードックのもとで決死隊を率いてエトルリア軍を圧倒。ティーナを狙う成行きで初戦時から因縁のあったガントと1対1の決闘を展開し、相棒である飛竜を失いながらガントの腕に深手を負わせるも、最後の一撃に壮絶な死を遂げる。その瞬間、彼の目には自分の元に戻ってきたジェミーの姿が見え、2人で逝くべきところへ旅立った。
ジェミー（クラス：魔道士）
ベルン軍所属の魔道士。ジードの実妹。物心ついたときからジードと2人暮らしだったため両親の顔も知らない。
純粋で明朗快活、天真爛漫な性格をしているが、命の重みを深く考えないため残虐な一面も併せ持つ。実践経験こそ少ないが、魔力では一個師団に相当する程で、遠距離攻撃魔法サンダーストームをも使いこなす。兄であるジードに依存しており、プレゼントのサークレットを壊された時は激しく怒り狂い、兄の死の報せを受けた際は悲しみの余り正気を失ってしまった。
西方三島においてアインと共にリキア同盟軍と戦うが敗北する。その後、ナバタの砂漠で兄が死んだとの誤報を受け、ジードの代わりにエトルリアに派遣された。王都アクレイアの決戦でキルマーとの1対1の戦闘を繰り広げ完敗し、自ら死を望むが、彼に見逃される。その時の言葉に心を打たれる様子を見せたが、既に悲しみで精神は崩壊しきっており、キルマーを道連れにしようと体を炎に包んで特攻するが失敗し、自分だけ塔から落ちて爆死した。
ちなみにジードとジェミーは、作者と編集者の間で最後まで生かすか死なすかで揉めていたらしい。ジードが死ぬまでその議論は続けられていたらしく、当時は「ジェミーは実は生きていて、輸送隊の馬車から出てくる」といったような展開を構想していたという。

#### 骸黒の民
マグゥ
アルの育ての父親で、リキアの山中で鍛冶屋を営む屈強な男。その正体は、かつて竜を受け入れようとしたため地上を追放された「骸黒の民」の末裔の一人。
封印より解かれたアルとその母ミリィザの世話係だった彼は、牢屋の中での2人の無垢な姿に哀れみを感じ、彼らを連れて脱走する。途中、ミリィザを喪うが、何とかアルを連れ出し、正体を隠してアルに剣を始め様々な事を教えた。特に『覇王軍の剣』と『覇者の剣』への愛着は強かった。
リキア同盟軍がナバタ砂漠を行軍していた頃には既にアウダモーゼに洗脳されており、「片角」と呼ばれ、強奪した『烈火の剣・デュランダル』を使用している。
最終決戦の際にアルと闘い、アウダモーゼの力で正気を取り戻すもその直後アルに刺される。気を失うまでに、アルに母であるミリィザと「始祖竜」の秘密を伝えた。
戦後、辛うじて一命を取り止め、再び鍛冶屋稼業に戻って余生を過ごすが、剣を手にすることは二度となかったという。
闇の賢者ニイメとも親交があった。
神息の颶風（ウルディア・ア・ラグラード）
大気を武器に集中して放つ技。その威力は、木刀を以って木を真っ正面から唐竹割りにし、背後の大岩を粉砕するほど。
アウダモーゼ
「骸黒の民」の首領。自らの一族を追放した他の人間に取って代わり地上を支配するため、神将器と「始祖竜」の力を欲していた。だが結局の所、突き詰めれば人間と竜への憎しみで動いているに過ぎない存在であった。
最終決戦の際に、アルから「始祖竜」の力を奪い取り、竜化に成功。アルと激闘を演じる。最後は『覇者の剣』とアルの心の強さによって消滅させられた。

#### 竜族
ミリィザ
八神将の長にしてベルン建国王であるハルトムートの妻にして、アルの母。その正体は「始祖竜」の末裔で、それを知ったハルトムートにアルと共に封印された。
だが1000年後、「骸黒の民」によって封印が解かれ、彼らの手中に収められた。その中にあっても、幼いアルと仲睦まじい日々を送っており、それが当時の見張り役であったマグゥの心を突き動かし、彼によって脱走。その道中、マグゥを庇って矢に貫かれ、マグゥに息子アルを任せ、いつか渡してほしいと言い置いて、自らの身体を『覇者の剣』に昇華させて消滅。その際に、アルの記憶は全て失われたという。
最終決戦でアルの心の強さによって剣から呼び出され、始祖竜の因縁を伝えた。

#### その他
リヒテン
アルタ城領主。ベルンに仕え、やりたい放題やっていた。物語冒頭におけるガントの主君。
ベルンより贈られた竜を使って、用済みとなったガントを殺そうとするがアルに阻まれる。その後、アルと竜の戦いで城が崩壊し、その崩落に呑まれて竜と共に死亡したと思われる。
ランウォード公爵
元リキア同盟領の一つタニアのウォード城領主。ティーナの叔父。大臣ヨーゼンの裏切りで捕えられ、処刑寸前まで追い込まれていたがアル達に救われる。しかし、直後にヨーゼンに手を貸していたベルン軍の魔道士の攻撃により、致命傷を負わされる。死に際に、ティーナに炎の紋章を探すことを言い残した。
ヨーゼン
ウォード城の大臣。長年仕えた主君や土地、民を裏切ってベルンに寝返り、ランウォードを捕え奴隷の様な扱いを強いる。他人の不幸や嘆きを自分の喜びとする最低な思想をしており、ティーナも捕えて共に殺そうと考えていたがアルたちに阻まれて失敗、ベルン軍の魔道士に見限られて殺された。
セム公
元リキア同盟領の一つセムの領主。貴族出身で平民を見下しており、エリウッドら他の諸侯を批判してばかりいた。
実はベルンと内通しており、クルザード敗北の報せが入った時は忽ち寝返った。しかしクーデターは失敗し、単身でベルンに逃れようと画策するもクルザードによって殺された。
ガルデス
アルとマンセルが連行された「地獄の鉱山」の採掘管理長。斧を得物とし、アルの腕をつかんで片手で振り回すほどの怪力の持ち主。
労働者を虐げ、エトルリア総督府に忠誠を誓わせようとしていたが、アルによって倒され鉱山を制圧される。その後アルカルドにもう一度チャンスをと懇願するが、一撃ザッパに粛清される。
ザッパ
アルカルドの部下で、どんな相手も一撃で葬り去ることから、一撃ザッパの異名で恐れられるバーサーカー。
アルカルドの命令でレジスタンスのアジトを襲撃するが、戦いを決意したキルマーに“一撃で”倒される。

### 封印の剣からの出演
多くのキャラクターが出演しているが、その中でストーリーに関わった人物を記載する。
ロイ
リキア同盟のフェレ公子にして、連合軍の将。西方三島、ベルン本城でアルと協力し戦う。
若いながらもその統率力は、アルやティーナを唸らせた。また、「非常に失礼な挨拶」をしたアルに対しても柔和な態度を崩さず応じたことで、アルから親友として見られる。
マードック戦ではリリーナ、セシリア、ルゥ、レイら4人分の魔法をかつて仲間たちとベルン打倒を誓ったレイピアに纏わせて鎧を刺し貫くという離れ技を見せ、ゼフィール戦では封印されたアルの意志を継いで『封印の剣』でゼフィールを破った。
最初は原作と同じ格好をしていたが、エトルリア王都奪還以後は『大乱闘スマッシュブラザーズDX』での衣装に変わった。
チャド
孤児院出身の盗賊。ベルン軍に殺された、自分を育ててくれた孤児院の院長先生の仇討ちのためにアルから剣を盗んだ。アルたちと一度別れるも西方三島で再会。原作よりも大分ひょうきんな性格になっている。
ランス
フェレ侯爵家に仕える騎士。リキア同盟軍と反乱軍の戦いの最中アルたちと出会う。
クルザードとは以前仕えていた領主の下で知り合った親友であり、彼が反乱を起こした事に苦悩するが、最終的にはアルによって和解する。
戦いの後にロイに合流し、西方三島でアルたちと再会。
エリウッド
ロイの父。リキア同盟の現盟主代行として登場。
冷静かつ温和な性格だが、裏切り者に対しては冷徹ともいえる態度をとる。
セシリア
エトルリア王国の【魔道軍将】。
西方三島に遠征中のロイからの手紙でエトルリア貴族から攻撃されているとの報せを受け、対策を考えようとオスティアに出向いたときにアルたちと出会う。アクレイア城奪回の後、ベルン進軍へ従軍。
初登場時、アルに「キレーなおばさん」呼ばわりされた。
ナバタの古城ではゼフィールに、王都アクレイアではダグラスにそれぞれ敗北し、目覚ましい活躍の場が無い。しかし、マードック戦では、無敵に見える彼にダメージが蓄積されていることを見抜き、味方に冷静なアドバイスを行った。
エキドナ
西方三島のレジスタンスの長で、斧を得物とする女戦士。
西方三島でティーナたちと出会い、その後リキア同盟軍と共に、総督府、エトルリア本城、ベルン決戦と行動を共にする。
エルフィン
西方三島のレジスタンスの参謀を務める吟遊詩人。
正体はエトルリアの王子で、本名はミルディン。西方三島総督府でアルたちと出会う。
エトルリア城奪回の際は父であるエトルリア王モルドレッドに会うことなく、アルの提案で、王子であった頃によく弾いていた曲を奏でた。
アイン
西方三島のエトルリア総督府にてリキア同盟軍、レジスタンスを迎え撃った、竜の血を引くマムクート。
ジェミーと共に連れられ、圧倒的な力でリキア同盟軍とレジスタンスを苦しめるが、ロイのドラゴンキラーの一撃、飲み込んだアルの内部からの攻撃、そしてアルの「覇王軍の剣」を用いたキルマーの二刀流によって首を斬り落とされ、絶命した。
キルマーの故郷を滅ぼした張本人であるとされる。
フレアー
ベルン竜騎士の一人で、ナーシェンの部下。ジードと共にナーシェンに従うが、ナバタの古城の守備を任される形で捨て駒にされる。リキア同盟軍相手に奮戦しガントに襲い掛かるが、自らの飛竜ごと投げ飛ばされ城壁に叩き付けられ敗れた。
ソフィーヤ
ナバタの巫女で、竜の血を半分引いている。
ナバタの古城にて、竜の力による過負担で死の淵にあったアルを救うための道を示す。
ファ
ナバタの里に住む神竜の末裔の少女。
外の世界を見たいがために、アルにくっついて共に従軍することとなる。ベルン軍の飛竜を嫌っており、見つけると竜に変身して追い払う。
王都アクレイア戦ではアルと協力し、直接王の寝室へ侵入することに成功。ナーシェンに殺されかけていたモルドレッドを危機一髪で救った。
イグレーヌ
ナバタの里の弓使いで、隠れ里の護衛を務める。
里に侵略してきた骸の民と戦闘。
パーシバル
エトルリア王国の【騎士軍将】。
王都アクレイアに向かう際のアルたちと合流。剣を片手に猛進するその様は、エトルリア兵を震え上がらせた。
リキア同盟軍やセシリアと共に王都アクレイア奪回に貢献、上官であるダグラスを激戦の末に打ち破った。後にベルン本城進撃にも加わる。
ニイメ
古の知識を研究する闇魔道士。
アルの父マグゥとは古くからの知り合いで、竜や古代魔法を研究する仲間だった。他人の過去を映し出す特別な水晶を所持しており、それによりアルの過去を映しだしたが、その衝撃の内容に動揺したアルに壊されてしまった。
第1話にて登場したリンゴ売りの老婆が、後に彼女であった事が明かされる。
再び戦いへ出向くアルに、『覇者の剣』を託す。以降、直接戦闘に関わった描写はない。
原作でのクラスはドルイドなのだが、なぜか賢者と表記されている。
ギネヴィア
ベルン国王ゼフィールの妹。戦争の早期終結を願って炎の紋章・ファイアーエムブレムを持ち出し、ロイたちリキア同盟軍に合流。
その後はセシリアによってナバタの古城に匿われていたが、ゼフィールによってベルンへと連れ戻される。
一連の事件の後、ベルン新国王として即位する。
ダグラス
エトルリア王国の【大軍将】。
国王の身を案じたがためベルン側につく。国家の行く末を案じ、パーシバルに全てを託していた。
王都アクレイアにてパーシバルと一騎討ちを繰り広げる。戦斧を奮い激戦を繰り広げるが、紙一重の差で敗北。後にセシリアの回復の杖で一命を取り留める。
ベルン進軍時には描写は無かった。
アルカルド
西方三島の総督。ベルン本国からは既に半ば見捨てられている。
エトルリア城で開戦前に逃亡を図っていたが、激昂していたジェミーの怒りを買い、焼き殺された。
ロアーツ
エトルリアの宰相。クーデターを起こした張本人。
アルカルドと共にベルンに逃亡を図っていたところをジェミーに焼き殺された。
ナーシェン
ベルン三竜将の一人。
原作より更にその卑小さ、狡猾さが強調され、味方からも敵からも忌み嫌われる救いようのない悪人として描写されている。
度重なる失敗と、リキア同盟軍の侵略によって次第に追い詰められていき、エトルリアの決戦では遂に自らが前線に立たされる。王都アクレイアにてアルと一騎討ちになり、名誉挽回を狙い様々な策を弄して足掻くも敗北。深手を負いながら逃亡を図ろうとするも、その際にジードの怒りを買って惨殺された。
ゲームで登場するキャラは元のイメージを損なうことがないように描かれているのだが、例外的にナーシェンは表情の歪みが非常に激しい。
マードック
ベルン三竜将の一人。ゼフィールが幼少の頃から彼に仕えている。ベルン王国ではゼフィールに次ぐ実力の持ち主。常人の倍以上の体躯を持ち、一般兵士を赤子を扱うように投げ飛ばすほど。
王都アクレイアにて、失態続きのナーシェンにゼフィールからの最終通告を伝える。ナーシェン敗北後、進撃するエトルリア軍をベルン本国にて迎え討つ。トマホークを操り、クルザード、ゼロットらを立て続けに戦闘不能にするなど圧倒的実力を見せつけ、魔道部隊からの攻撃も物ともせず反撃する。しかし、最後はセシリアたちの放った魔法をレイピアに纏わせたロイの攻撃に敗れ戦死した。
ゼフィール
ベルン王国の王にして、ハルトムートの直系の子孫。今回の動乱を引き起こした張本人。
ナバタの古城でアルと戦い、ベルン本城の玉座の間にてロイ、アルと対決。
本城では『封印の剣』と『神将器・エッケザックス』を二刀流で用い、2人を圧倒。激戦の中でアルに『封印の剣』で傷を付け、封印する。しかし、封印されかかっていたアルの捨て身の一撃で右腕を砕かれ、衝撃で『封印の剣』を手放してしまい、最後はロイが振るった『封印の剣』によって止めを刺された。
ゲーム内で語られた父王デズモンドを暗殺した事件は、回想によって紹介された。
王者の劫渦（バシリオス・ディーネー）
武器を構え、全身を竜巻のように回転させてエネルギーを増築し、相手を巻き込んで吹き飛ばす。ゲームにおいて、ゼフィールが必殺攻撃を行う際のモーションが元になっている。
イドゥン
ゼフィールの側近くに仕える女性。その正体は竜族の王とされる“魔竜”であり、人竜戦役にてハルトムートに敗れ封印されるが、後にゼフィールによって解放され、彼の命で戦闘竜を創り続けていた。動乱終結後はどこかに姿を消した。
原作における、真のエンディングではない、彼女にまつわる真実や決着に辿り着かずに終了した場合のエンディングに準じた扱いになっている。
アトス
八神将の一人であり、大賢者の異名を持つ。故人。
ナバタの里にてその精神体が登場。アルと問答を交わし、竜の力を抑えるための竜石を授けた。
ハルトムート
八神将の長で、英雄の異名を持つ。ベルン王国の建国王。故人。
竜であったとは知らぬままミリィザと結ばれ、アルを息子に授かる。竜を滅ぼした自分が竜と共に暮らす事はできないとし、2人を封印した。

## 用語

### 本作オリジナル
覇王軍の剣（はおうぐんのけん）
アルが冒険の始めにマグゥより託された剣。1000年前の人竜戦役でハルトムート軍が使っていた武器。
覇者の剣（はしゃのつるぎ）
かつて始祖竜の骨から作られた、始祖竜に対抗する力を持った武器。マグゥが自宅に隠しており、ベルン軍との決戦を前に家へ帰ってきたアルへ、ニイメを通じて手渡された。封印の剣にも匹敵する強力な力を秘め、並の戦士には扱えない。
リガルブレイド
ベルン本城に於ける戦闘に先立ち、ロイがエリウッドより託された剣。ゲームでは『封印の剣』ではなく『烈火の剣』で登場する最強の剣。ゼフィールとの戦闘で破壊される。
骸黒の民（むくろのたみ）
全員を黒装束に包み、髑髏の仮面をかぶった謎の集団。卓越した武術を誇り、更に闇魔法を扱う。頭領はアウダモーゼ。
忌まわしい始祖竜の力を研究した為に八神将らから遠ざけられ、今度は竜側に始祖竜の力を売ろうとするが、人間など相手にされず、どちらからも拒絶された彼らは両者を激しく恨み、以降長きにわたり復讐の機会を狙っていた。
世界に散らばる神将器を集め、始祖竜の力を手に入れんとしている。顔の部分に当たる仮面を破壊しなければ死なず、また斬られると闇が溢れだす為、既に人外の者になっていると考えられる。
始祖竜（しそりゅう）
世界に溢れる絶望の中より生まれたとされる、竜族の祖先と言われる存在。ミリィザやアルはこの始祖竜の末裔である。物語終盤でアウダモーゼがアルから力を奪い始祖竜となったが、同じ始祖竜の骨から作られたアルの『覇者の剣』により、消滅した。
ジード飛竜隊
ジードが部隊長を務める飛竜部隊。ナーシェンの命を受けナバタへ出向くが、ナーシェンの態度に業を煮やしていたジードの一声で解散。しかしその直後、部下全員が「骸黒の民」によって殺害されるという悲惨な末路を迎えた。
ラグナ
元リキア同盟領の一つ。領主はドバノン。城は切り立った渓谷に位置する。
グライゼル処刑場
ベルン軍が管轄する処刑場。三方を崖に囲まれ、ここに連れて行かれた者は、二度と帰ってこないといわれる。ティーナ奪還を目的としたアル達によって壊滅した。
『封印の剣』発売が迫った頃には、連載誌である月刊少年ジャンプにてグライゼル処刑場のマップデータを含めた特別なカートリッジの応募企画も存在した（トライアルマップ専用で本編には登場しない）。

### 封印の剣からの出典
炎の紋章（ファイアーエムブレム）
ベルン王国に伝わる秘宝。封印の剣の力を解放する鍵でもある。
ゼフィールによる他国への侵略に心を痛めていたギネヴィアによって持ち出されていたが、ナバタの古城でゼフィールの手に戻る。
封印の剣（ふういんのつるぎ）
人竜戦役に於いて、英雄・ハルトムートがエッケザックスと共に振るった剣。竜を封印し、持ち主の感情を攻撃に反映させる力がある。
本作ではハルトムートの子孫であるゼフィールがエッケザックスとの二刀流で使用し、戦いの途中でロイに奪われる。
神将器
本作では最終決戦に8つ全てが登場するが、実際に武器として使用された神将器は以下の通り。
烈火の剣・デュランダル
至高の光・アーリアル
エッケザックス
竜石
竜が自分の力を制御させるため使う。ナバタの里のファの他、覚醒した力を抑えるためにアルがアトスから与えられている。
タニア
元リキア同盟領の一つ。ベルンの攻撃を受け壊滅した。

## 逸話
- 『封印の剣』のゲーム中では、それぞれ武器として「アルの剣」、「ガントの槍」、「ティーナの杖」が存在し、これらをくれる村では持ち主であるアル達らしき人物の話が聞ける。いずれの武器も、特別な効果は持っていない。
- 『封印の剣』からのゲストキャラは上記の他にも多数いるが、そのほとんどが数コマのみの登場扱いとなっている（山田曰く「チンチロリン」）。
- 連載中に関連作品である『烈火の剣』が発売されたことにより、そちらからも一部設定が輸入されている。

## 単行本
集英社より「ジャンプ・コミックス」として全11巻発売されている。また、2007年8月より「集英社ジャンプリミックス」で再編集版（コンビニ版）が発行されている。
1. 勇気の少年（2002年4月4日発売）ISBN 4-0887-3244-8
2. 世界一の騎士（2002年9月4日発売）ISBN 4-0887-3324-X
3. リキアのために!（2003年1月6日発売）ISBN 4-0887-3376-2
4. 海を越えて（2003年5月1日発売）ISBN 4-0887-3430-0
5. 覇道（2003年9月12日発売）ISBN 4-0887-3513-7
6. 炎の紋章（2004年1月5日発売）ISBN 4-0887-3558-7
7. 再誕（2004年5月1日発売）ISBN 4-0887-3602-8
8. 天の死闘、地の苦闘（2004年9月3日発売）ISBN 4-0887-3657-5
9. 永遠の兄妹（2005年1月5日発売）ISBN 4-0887-3763-6
10. 竜の咆哮（2005年5月2日発売）ISBN 4-0887-3813-6
11. それぞれの道へ（2005年10月4日発売）ISBN 4-0887-3868-3

### 集英社ジャンプ・リミックス版
1. 第一章 大いなる旅立ち（2007年8月20日発売）ISBN 978-4-08-109454-7 (1–2巻分を収録)
2. 第二章 偽りの同盟（2007年9月3日発売）ISBN 978-4-08-109460-8 (3–4巻分を収録)
3. 第三章 紋章対神将器（2007年9月15日発売）ISBN 978-4-08-109468-4 (5–6巻分を収録)
4. 第四章 王都奪還（2007年10月1日発売）ISBN 978-4-08-109478-3 (7–9巻分を収録)
5. 最終章 未来への誓い（2007年10月15日発売）ISBN 978-4-08-109486-8 (10–11巻分を収録)